# Chiesa di San Giovanni Nepomuceno (Pedemonte)
La chiesa di San Giovanni Nepomuceno è la parrocchiale di Casotto, frazione del comune sparso di Pedemonte, in provincia e diocesi di Vicenza; fa parte del vicariato di Arsiero-Schio.

## Storia
Il 24 gennaio 1746 l'area dove s'era deciso di costruire la chiesa di Casotto venne benedetta dall'arciprete di Brancafora; il luogo di culto fu portato a termine nel giro di due anni, essendo aperto al culto il 9 giugno 1748.
Nel 1785 la chiesa, seguendo le sorti della matrice di Brancafora da cui dipendeva, venne aggregata all'arcidiocesi di Trento e inserita dapprima nel decanato di Levico e poi, dal 1913, in quello di Folgaria.
Durante la prima guerra mondiale l'edificio venne distrutto dai cannoneggiamenti; la chiesa fu poi ricostruita nel 1920 inglobando il campanile settecentesco, che si era salvato dalle devastazioni del conflitto.
La chiesa venne eretta a parrocchiale il 1º giugno 1945, come disposto dall'arcivescovo Carlo De Ferrari con decreto del 16 maggio precedente, mentre il riconoscimento civile fu approvato nel 1958; nel frattempo, il 3 dicembre 1950 era stata consacrata dal vescovo ausiliare di Trento.
Nel 1964, in occasione della ridefinizione dei confini dell'arcidiocesi di Trento, la parrocchia fu aggregata alla diocesi di Vicenza; nel 2002 l'edificio venne restaurato e adeguato alle norme postconciliari, mentre nel 2005 si provvide a rifare il tetto.

## Descrizione

### Esterno
La facciata a capanna della chiesa, rivolta a nordovest, presenta al centro il portale d'ingresso lunettato ed è scandita da quattro lesene tuscaniche poggianti su un alto basamento e sorreggenti il timpano in cui v'è una sacra raffigurazione.

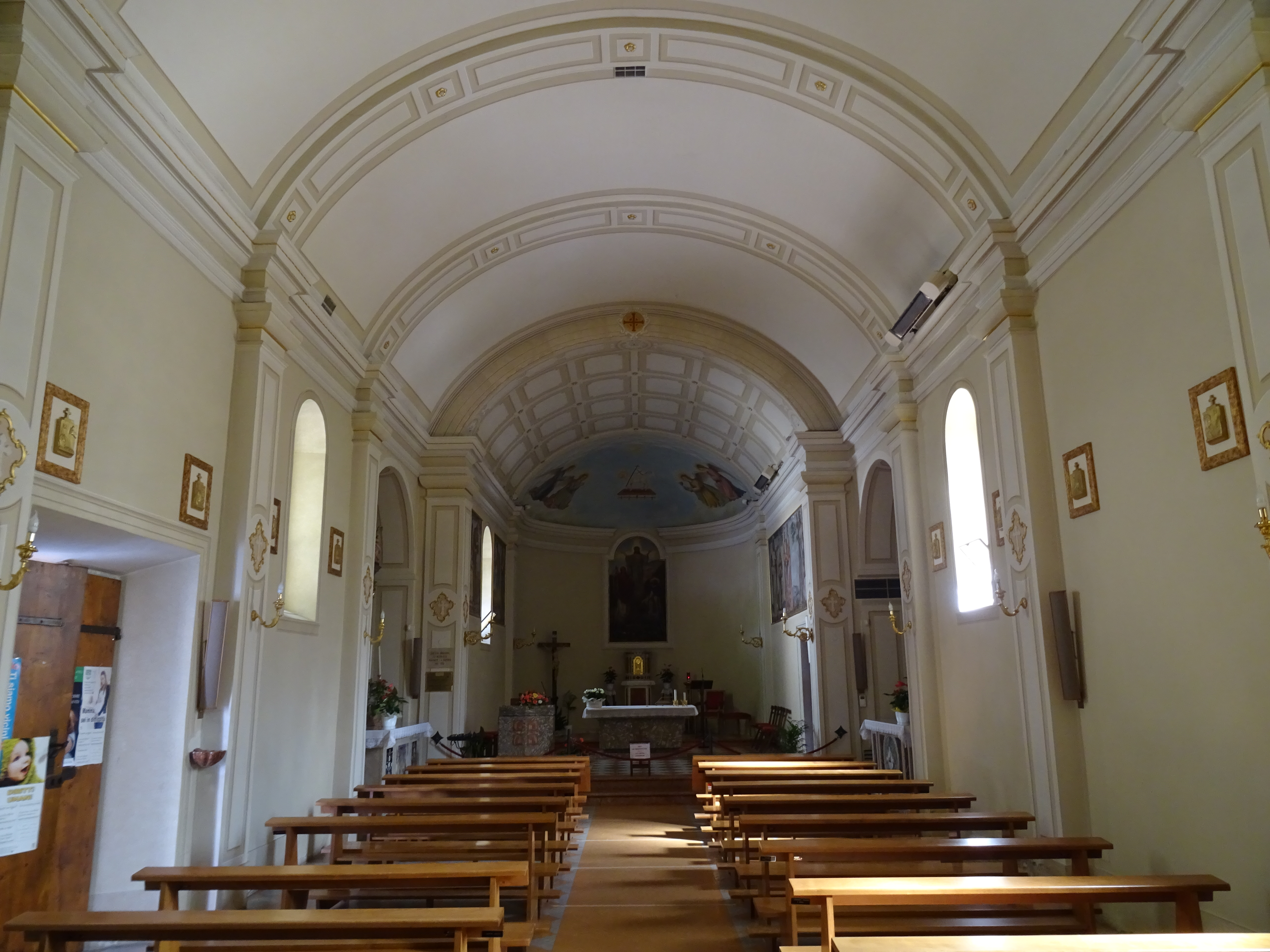
L'interno

Annesso alla parrocchiale è il campanile a pianta quadrata, la cui cella presenta su ugni lato una monofora ed è coronata dalla guglia piramidale poggiante sul tamburo a base ottagonale.

### Interno
L'interno dell'edificio si compone di un'unica navata, sulla quale si affacciano due cappelle laterali introdotte da archi a tutto sesto e le cui pareti sono scandite da lesene sorreggenti la trabeazione sopra la quale si imposta la volta a botte costolonata; al termine dell'aula si sviluppa il presbiterio, rialzato di alcuni gradini, ospitante l'altare maggiore e chiuso dall'abside semicircolare.